# ليو ريتر
ليو ريتر (بالإنجليزية: Lew Ritter)‏ هو لاعب كرة قاعدة أمريكي، ولد في 7 سبتمبر 1875 في ليفربول في الولايات المتحدة، وتوفي في 27 مايو 1952 في هاريسبرج في الولايات المتحدة.

## وصلات خارجية
- ليو ريتر على موقعبيزبول رفرنس.كوم (الدوري الرئيسي) (الإنجليزية)
- ليو ريتر على موقعبيزبول رفرنس.كوم (الدوري الثانوي) (الإنجليزية)